# Granica erytrejsko-etiopska
Granica erytrejsko-etiopska – granica międzypaństwowa dzieląca terytoria Erytrei i Etiopii o długości 912 kilometrów.
Początek granicy na zachodzie – styk granic Sudanu, Etiopii i Erytrei (na zachód od Om Hager) nad rzeką Tekkezje. Następnie granica biegnie korytem tej rzeki w kierunku wschodnim do miejscowości Sitona, potem prostym odcinkiem dochodzi do rzeki Mereb, korytem tej rzeki na wschód. Po przekroczeniu Kotliny Danakilskiej (na północ od Asale) przybiera kierunek południowo-wschodni i biegnie Górami Danakilskimi do styku granic Etiopii, Dżibuti i Erytrei (góra Musa Ali Terara – 2028 m n.p.m.).
Granica powstała w 1993 roku po proklamowaniu niepodległości przez Erytreę.
25-kilometrowy odcinek granicy w okolicy Badime jest kwestionowany przez oba państwa.
Granica ma dawniejsze pochodzenie. 26 października 1896 roku podpisano w Addis Abebie włosko-etiopski traktat pokojowy, w którym m.in. ustanowiono granicę między Erytreą – posiadłością włoską a Etiopią na linii rzek Mereb-Belesa-Muna. Traktat ten potwierdzał istnienie włoskiej kolonii w Erytrei. Ostatecznie granica między Etiopią i Włoską Erytreą została ustalona 16 maja 1908 roku. Formalnie istniała do 1962 roku, kiedy to Erytrea została wcielona do Etiopii.

## Literatura
- Historia państw świata w XX wieku. Róg Afryki. Warszawa 1999. ISBN 83-85660-79-8.